# Ernst Christoph von Normann

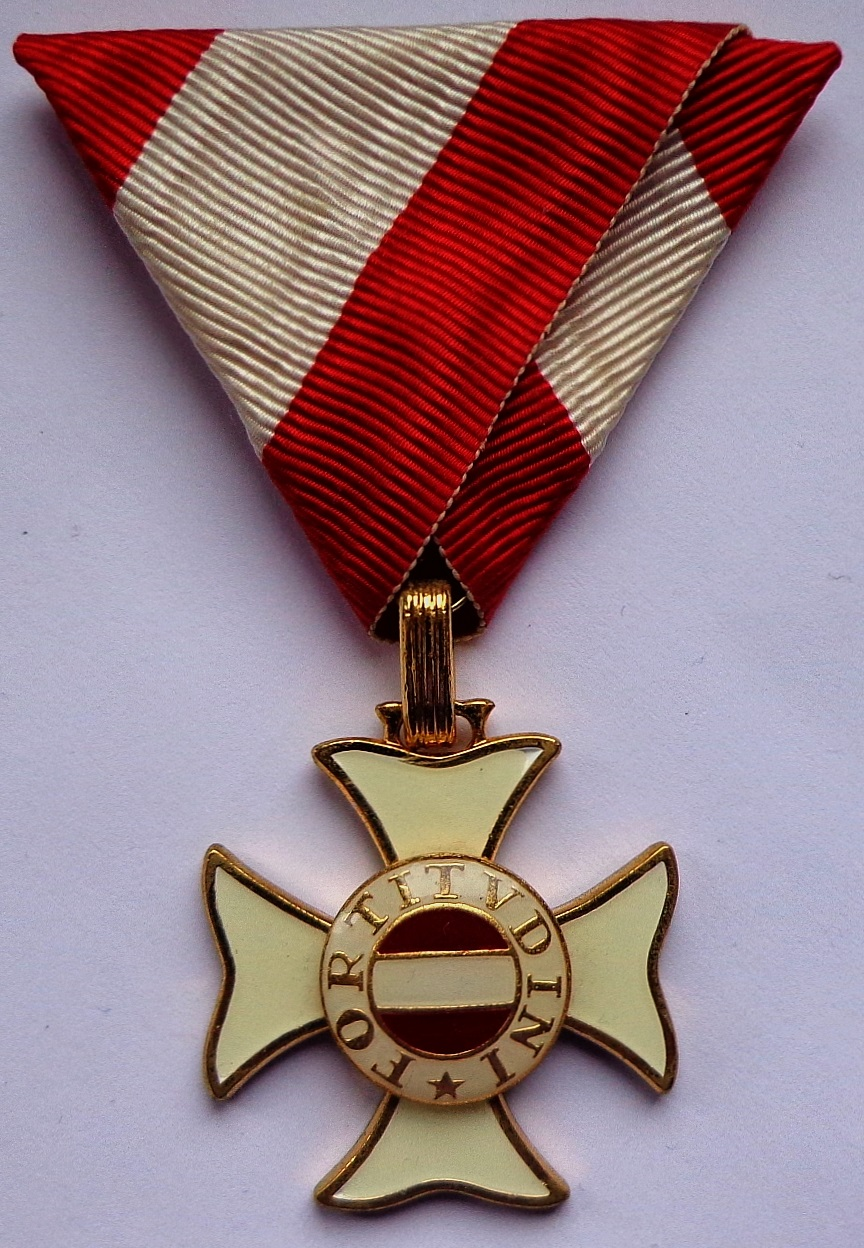
Kleinkreuz des Militär-Maria-Theresien-Ordens

Freiherr Ernst Christoph von Normann (* 1717 in Pommern; † 2. April 1770) war ein österreichischer Generalmajor.
Er stammt aus der pommerschen Adelsfamilie Normann und trat 1732 in österreichischer Kriegsdienste. Er kämpfte im Erbfolgekrieg und war bei Beginn des Siebenjährigen Krieges Major im Infanterieregiment No. 47 (Harrach). Normann kommandierte beim Vorstoß auf Gabel am 18. Juli 1757 vier Grenadier-Kompanien. Er ließ das Stadttor beschießen und einschlagen, überstieg das feindliche Bollwerk, drang als Erster in die Stadt ein und behauptete sich darin. Am folgenden Tag schloss er mit den preußischen Generalleutnant Puttkamer die Bedingungen zur Übergabe ab.  Für diese Tat wurde ihm das Kleinkreuz des Maria-Theresien-Ordens verliehen. In der Schlacht bei Breslau wurde er verwundet und gefangen. Normann wurde 1759 aggregirter (zweiter) Oberst und befehligte bei Kunersdorf zwei Grenadier-Bataillone und eroberte fünf Fahnen. Am 3. September 1760 verteidigte dann Arnsdorf mit drei Bataillonen.
In der Schlacht bei Torgau konnte er sich so auszeichnen, dass der Feldmarschall Daun ihn rühmend erwähnte. Im Jahre 1763 wurde Normann wirklichen Oberst und 1768 Generalmajor. Er starb am 2. April 1770.